# 雷高
雷高是奥地利上奥地利州弗克拉布鲁克县的一个市镇。总面积34平方公里，总人口6000人，人口密度176.5人/平方公里（2008年）。